# Der Siedlertreck
Der Siedlertreck (Originaltitel: Wagon Tracks) ist ein US-amerikanischer Stummfilmwestern aus dem Jahr 1919 von Lambert Hillyer mit William S. Hart und Jane Novak in den Hauptrollen. Der Film wurde von Famous Players-Lasky in den Verleih gebracht.

## Handlung
Buckskin reist nach Westport Landing, um dort einen Dampfer aus St. Louis zu erreichen. Der Dampfer transportiert eine Gruppe, die Buckskin angeheuert hat, um sie auf dem alten Santa Fe Trail von Kansas nach New Mexico zu führen. Zu der Gruppe an Bord des Dampfers gehört Buckskins jüngerer Bruder Billy Hamilton, der dank Buckskins Opfern vor Kurzem sein Medizinstudium abgeschlossen hat. Auf dem Dampfer erwischt Billy Hamilton den betrügerischen Spieler David Washburn beim Kartenbetrug. Es kommt zu einem Kampf, in den auch Washburns Schwester Jane verwickelt wird. Die Waffe wird abgefeuert und Billy Hamilton getötet. David Washburn überzeugt seine Schwester, dass sie abgedrückt hat, und sie nimmt die Schuld für die Taten ihres Bruders auf sich. Buckskin kommt an und findet seinen Bruder tot vor. Obwohl er zunächst Rache schwört, ist er überzeugt, dass die schöne Jane nicht vorhatte, seinen Bruder zu töten.

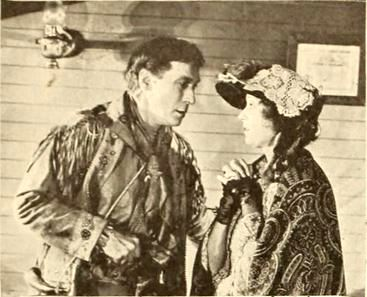
Szenenfoto mit William S. Hart und Jane Novak

Buckskin führt die Gruppe, der sich Jane und David Washburn sowie Washburns Handlanger Guy Merton angeschlossen haben, nach Westen entlang des Santa Fe Trail. Die Reise ist beschwerlich und voller Gefahren, so stürzen zwei der Wagen in einen Abgrund. Zwischen Buckskin und Jane entwickelt sich eine Romanze. Sie erklärt, dass Buckskins Bruder sie nicht belästigt habe, wie David behauptet hat. Buckskin ist überzeugt, dass entweder David Washburn oder sein Handlanger Merton für den Tod seines Bruders verantwortlich sind und marschiert mit den beiden Männern mit vorgehaltener Waffe in die Wüste. Um sich selbst zu retten, gesteht Merton, dass David Buckskins Bruder getötet hat.
Als Buckskin die beiden Männer zurück zum Lager führt, erfährt er, dass einer der Auswanderer einen Indianerkrieger erschossen hat. Der Häuptling verlangt, dass ein weißer Mann als Sühne geopfert wird. Buckskin stellt David vor die Wahl: er kann sich entweder den Indianern opfern und einen ehrenvollen Tod sterben oder sich umbringen. David willigt ein, sich umzubringen, und Buckskin willigt ein, das Opfer für die Indianer zu sein. David täuscht jedoch seinen Selbstmord nur vor und versucht zu fliehen. Er rennt ins Indianerlager, wo er fälschlicherweise für das Opfer gehalten und als solches akzeptiert wird. Buckskin betritt das Indianerlager, während die Indianer David hinrichten. Buckskin kehrt ins Lager zurück und sattelt sein Pferd, um in die Wüste zu reiten. Jane fragt ihn, ober zurückkommen werde. Buckskin antwortet mit einem Vielleicht.

## Veröffentlichung
Die Premiere des Films fand am 20. Juli 1919 statt. In der Bundesrepublik Deutschland erschien er am 31. Mai 2019 auf DVD.